# Python алати за Visual Studio
Пајтон алати за Визуелни Студио (ПТВС) је прикључак за Визуелни Студио који се користи да пружи подршку за програмирање у Пајтону. Подржава IntelliSense, дебаговање, профилисање, MPI групно дебаговање, спојено C++/Пајтон дебаговање и многи. То је под Apache лиценцом, 2.0, и примарно је развијен од стране Мајкрософта.
Прва верзија је била 8. марта 2011. године. Тренутна верзија је 2.2.